# 猪瀬博
猪瀬 博（いのせ ひろし、1927年1月5日 - 2000年10月11日）は、電子工学者。東京大学名誉教授。東京市本郷区根津（現東京都文京区）生まれ.。
主にデジタル通信、画像データベースを研究。他にも大学間コンピューターネットワークの開発をした。
東京大学工学部附属境界領域研究施設（時限7年）から東京大学先端科学技術研究センターを工学部長の立場で形作った。

## 略歴
- 1948年：東京大学第二工学部電気工学科卒業
- 1954年：東芝入社
- 1955年 : 東京大学工学博士　論文は「電子管式擬似トラフィック装置に関する研究 」
- 1956年：東京大学工学部助教授
- 1961年：東京大学工学部教授
- 1969年：ミシガン大学客員教授
- 1974年：東京大学教育用計算機センター長
- 1977年：東京大学大型計算機センター長
- 1983年：東京大学文献情報センター長
- 1986年：東京大学工学部長
- 1987年：東京大学定年退官、名誉教授

学外における役職
- 情報処理学会会長（1981年）
- 電子通信学会会長（1985年）
- 文部省学術情報センター初代センター長（1986年）
- 郵政省電波監理審議会会長（1996年）

## 受賞歴・叙勲歴
- 電気通信学会秋山・志田記念賞（1954年）
- 電気学会電気学術振興賞・論文賞（1955年、1968年、1970年）
- 電気通信学会論文賞（1962年、1967年）
- テレビジョン学会論文賞（1964年）
- 第5回松永賞・自然科学部門（1968年）
- 電子通信学会業績賞（1972年、1975年）
- 新技術開発財団市村賞・学術の部貢献賞（1976年）
- マルコーニ国際学術賞（1976年）
- 学士院賞（1979年）（受賞論文「タイムスロット入替方式の研究」）
- 文化功労者（1985年）
- C&C賞（1987年）
- 文化勲章受章（1991年）
- IEEEアレクサンダー・グラハム・ベル・メダル（1994年）

## 主な著作
単著
- 『システムを創るエレクトロニクス－宇宙通信から交通制御まで－』（講談社、1979年）
- 『情報の世紀を生きて』（東京大学出版会、1987年）
- 『文化としての科学技術を考える 』（三田出版会、1991年）

共著
- 『バイオコミュニケーションの創造－万物を結びつける第三の情報技術－』（軽部征夫との共著 三田出版会、1991年）

共編著
- 『高度情報社会のゆくえ－世界を変える科学技術－』（牧野昇との共編著 TBSブリタニカ）
- 『図書館システムの将来像－密結合型図書館ネットワークと電子図書館－』（根岸正光との共編著 紀伊國屋書店、1991年）
- 『研究教育システム』（村上陽一郎との共編著 朝倉書店、1992年）